# 科兹洛沃 (科纳科沃区)
科兹洛沃（羅馬化：Kozlovo）是俄罗斯特维尔州的市级镇，属该州的科纳科沃区管辖。地处特维尔州东南部，位于伏尔加河流域绍沙河一支流科捷夫利亚河（Котевля）河畔，在区行政中心科纳科沃西南、州府特维尔东南方，靠近特维尔州与莫斯科州的州界。附近有同属一区的市级镇新扎维多夫斯基。M10公路（俄罗斯公路）从该镇东北约16公里处经过。
该地2022年人口有3,253人；2010年人口3,884；2002年人口4,388；1989年人口4,368。